# Эффект Джозефсона
Эффект Джозефсона — явление протекания сверхпроводящего тока через тонкий слой диэлектрика, разделяющий два сверхпроводника. Такой ток называют джозефсоновским током, а такое соединение сверхпроводников — джозефсоновским контактом. В первоначальной работе Джозефсона предполагалось, что толщина диэлектрического слоя много меньше длины сверхпроводящей когерентности, но последующие исследования показали, что эффект сохраняется и на гораздо больших толщинах.

## История
Британский физик Б. Джозефсон в 1962 году на основе теории сверхпроводимости Бардина — Купера — Шриффера предсказал стационарный и нестационарный эффекты в контакте сверхпроводник-диэлектрик-сверхпроводник. Экспериментально стационарный эффект был подтверждён американскими физиками Ф. Андерсоном и Дж. Роуэллом в 1963 году.
В 1932 году немецкие физики В. Мейсснер и Р. Хольм показали, что сопротивление небольшого контакта между двумя металлами исчезает, когда оба металла переходят в сверхпроводящее состояние. Таким образом, один из эффектов Джозефсона наблюдался за тридцать лет до его предсказания.

## Описание эффекта
Различают стационарный и нестационарный эффекты Джозефсона.

### Стационарный эффект
При пропускании через контакт тока, величина которого не превышает критическую, падение напряжения на контакте отсутствует (несмотря на наличие слоя диэлектрика). Эффект этот вызван тем, что электроны проводимости проходят через диэлектрик без сопротивления за счёт туннельного эффекта. Нетривиальность эффекта состоит в том, что сверхпроводящий ток переносится коррелированными парами электронов (куперовскими парами) и, на первый взгляд, должен быть пропорционален квадрату туннельной прозрачности контакта и, ввиду чрезвычайной малости последней, практически ненаблюдаемым. В действительности туннелирование куперовской пары — специфический когерентный эффект, вероятность которого порядка вероятности туннелирования одиночного электрона, в связи с чем максимальная величина тока Джозефсона может достигать величины обычного туннельного тока через контакт при напряжении порядка щели в энергетическом спектре сверхпроводника. По современным представлениям, микроскопическим механизмом туннелирования куперовских пар является андреевское отражение квазичастиц, локализованных в потенциальной яме в области контакта.
Плотность тока {\displaystyle j} в квантовой механике даётся формулой {\displaystyle j={\frac {ie\hbar }{2m}}(\psi \nabla \psi ^{*}-\psi ^{*}\nabla \psi )}, где {\displaystyle \psi =|\psi |e^{i\varphi }} — волновая функция с модулем {\displaystyle |\psi |} и фазой {\displaystyle \varphi }. Плотность тока {\displaystyle j\sim \nabla \psi }. Все электроны в сверхпроводнике имеют одинаковую фазу. При образовании туннельного контакта из двух различных сверхпроводников через такой контакт безо всякого приложенного напряжения потечёт ток (ток Джозефсона), зависящий от разности фаз {\displaystyle \vartheta =\varphi _{1}-\varphi _{2}} и с плотностью {\displaystyle j=j_{0}\sin \vartheta }.

### Стационарный эффект Джозефсона в микроконтактах
Одним из примеров джозефсоновских контактов между сверхпроводниками являются баллистические точечные контакты, характерный диаметр которых d намного меньше длины свободного пробега носителей заряда {\displaystyle l}. В таких джозефсоновских связях  соотношения ток — фаза {\displaystyle I(\varphi )} и величина критического тока {\displaystyle I_{\text{c}}(T)} существенно отличаются от соответствующих выражений для туннельного контакта. При {\displaystyle l\gg d} и температурах {\displaystyle 0\leqslant T\leqslant T_{\text{c}}} ({\displaystyle T_{\text{c}}} — критическая температура сверхпроводника) ток выражается соотношением
{\displaystyle I(\varphi )={\frac {\pi \Delta (T)}{eR_{\text{Sh}}}}\sin(\varphi /2)\operatorname {th} \left[{\frac {\Delta (T)\cos(\varphi /2)}{2T}}\right],}
где {\displaystyle R_{\text{Sh}}} — сопротивление контакта в нормальном (не сверхпроводящем) состоянии (сопротивление Шарвина), {\displaystyle \Delta (T)} — ширина щели сверхпроводника при данной температуре. При  {\displaystyle T\to 0} критический ток чистого отверстия[прояснить] вдвое больше критического тока с таким же нормальным сопротивлением, а зависимость тока от фазы
{\displaystyle I(\varphi )={\frac {\pi \Delta (0)}{eR_{\text{Sh}}}}\sin(\varphi /2),\quad -\pi <\varphi <\pi ,}
претерпевает скачок при {\displaystyle \varphi =\pm \pi }.

### Нестационарный эффект
При пропускании через контакт тока, величина которого превышает критическую, на контакте возникает падение напряжения {\displaystyle U}, и контакт при этом начинает излучать электромагнитные волны. При этом частота такого излучения определяется как {\displaystyle \nu =2eU/h}, где {\displaystyle e} — заряд электрона, {\displaystyle h} — постоянная Планка.
Возникновение излучения связано с тем, что объединённые в пары электроны, создающие сверхпроводящий ток, при переходе через контакт приобретают избыточную по отношению к основному состоянию сверхпроводника энергию {\displaystyle 2eU}. Единственная возможность для пары электронов вернуться в основное состояние — это излучить квант электромагнитной энергии {\displaystyle \hbar \omega =2eU}.

## Применение эффекта
Используя нестационарный эффект Джозефсона, можно измерять напряжение с очень высокой точностью.
Эффект Джозефсона используется в сверхпроводящих интерферометрах, содержащих два параллельных контакта Джозефсона. При этом сверхпроводящие токи, проходящие через контакт, могут интерферировать. Оказывается, что критический ток для такого соединения чрезвычайно сильно зависит от внешнего магнитного поля, что позволяет использовать устройство для очень точного измерения магнитных полей.
Если в переходе Джозефсона поддерживать постоянное напряжение, то в нём возникнут высокочастотные колебания. Этот эффект, называемый джозефсоновской генерацией, впервые наблюдали И. К. Янсон, В. М. Свистунов и И. М. Дмитренко.
Возможен, конечно, и обратный процесс — джозефсоновское поглощение. Таким образом, джозефсоновский контакт можно использовать как генератор электромагнитных волн или как приёмник (эти генераторы и приёмники могут работать в диапазонах частот, недостижимых другими методами).
В длинном джозефсоновском переходе (ДДП) вдоль перехода может двигаться солитон (джозефсоновский вихрь), перенося квант магнитного потока. Существуют и многосолитонные состояния, переносящие целое число квантов потока. Их движения описываются нелинейным уравнением синус-Гордона. Такой джозефсоновский солитон подобен солитону Френкеля (число квантов потока сохраняется). Если изолирующий слой сделать неоднородным, то солитоны будут «цепляться» за неоднородности, и, чтобы сдвинуть их, придётся приложить достаточно большое внешнее напряжение. Таким образом, солитоны можно накапливать и пересылать вдоль перехода: естественно было бы попытаться использовать их для записи и передачи информации в системе большого числа связанных между собой ДДП (квантовый компьютер).
В конце 1980-х годов в Японии был создан экспериментальный процессор на эффекте Джозефсона. Хотя 4-разрядное АЛУ делало его неприменимым на практике, данное научное исследование было серьёзным экспериментом, открывающим перспективы на будущее.
В 2014 году сотрудники НИИЯФ и физического факультета МГУ на основе эффекта Джозефсона разработали новую сверхпроводниковую микросхему для ЭВМ.

## Постоянная Джозефсона
Постоянной Джозефсона называется обратная кванту магнитного потока величина {\displaystyle 2e/h}. Она равна 483597,8484…⋅109 Гц/В.

## Значение открытия эффекта Джозефсона в истории науки
Впервые в истории физики экспериментально обнаружена взаимосвязь явления макромира (электрический ток) и квантовомеханической величины (фаза волновой функции).